# Chrysogorgia geniculata
Chrysogorgia geniculata är en korallart som först beskrevs av Wright och Studer 1889.  Chrysogorgia geniculata ingår i släktet Chrysogorgia och familjen Chrysogorgiidae. Inga underarter finns listade i Catalogue of Life.